# Gilles Roth
Pour les articles homonymes, voir Roth.
Gilles Roth, né le 1er mars 1967 à Luxembourg-Ville (Luxembourg), est un avocat, juriste et homme politique luxembourgeois, membre du Parti populaire chrétien-social (CSV).

## Biographie
Né le 1er mars 1967, Gilles Roth est avocat.
Il est membre de la Chambre des députés depuis 2013, où il représente le Parti populaire chrétien-social.

## Détail des mandats et fonctions

### Membre de la Chambre des Députés
- Député depuis le 13/11/2013
- Député du 08/07/2009 au 06/10/2013
- Député du 24/04/2007 au 07/06/2009

### Mandats communaux et professions
- Bourgmestre, Commune de Mamer depuis le 01/01/2000
- Président, CSG / Chrëschtlech Sozial Gemengeréit
- 1er Vice-Président, Syvicol
- Vice-Président, Syndicat intercommunal ZARO
- Membre du Bureau, Syndicat intercommunal SIDOR
- Membre, Comité des Régions UE
- Premier Conseiller de Gouvernement e.r., Ministère des Finances
- Juriste